# Schwesing
Schwesing (frisó septentrional Swiasing, danès Svesing) és una ciutat del districte de Nordfriesland, dins l'Amt Viöl, a l'estat alemany de Slesvig-Holstein. És a cinc kilòmetres a l'est de Husum.

## Història

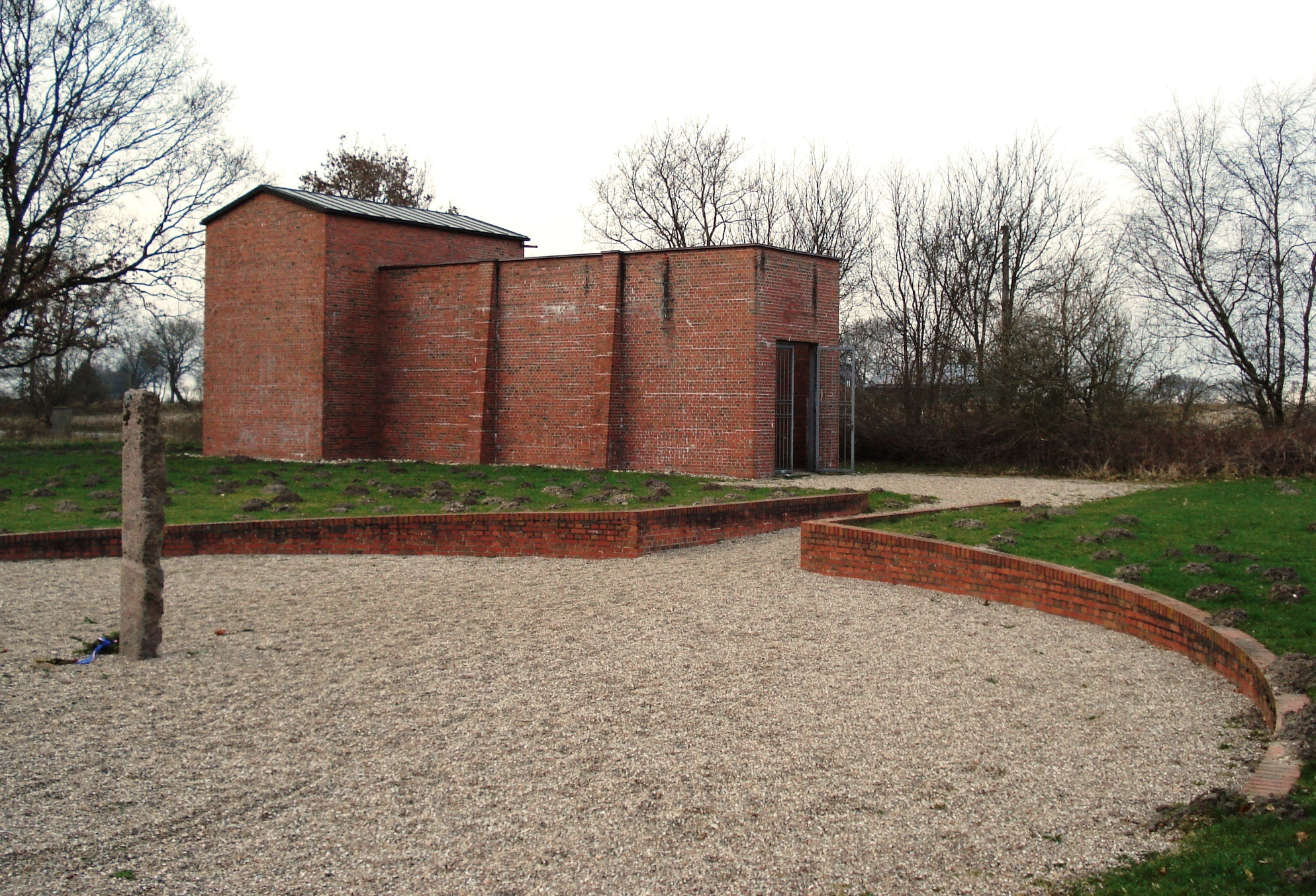
Edifici del monument admonitori a l'antic camp

El lloc és habitat dés de més de 5000 anys, i és considerat com un dels primers assentaments després de la darrera era glacial. Queden vestigis d'uns seixanta túmuls que daten de l'època 3500-3700 aC, al costat de l'antiga ruta comercial Ossenweg (via dels bous). Els primers esments escrits del poble Swezing(h), Zwesent, de Swesen o Swesum daten de la segona meitat del segle xiv, tot i que l'església data del segle xiii.
Del 25 de setembre de 1944 fins a l'11 de desembre de 1944 la Schutzstaffel (SS) va establir un camp de concentració prop de Glasau. Era un subcamp del camp de Neuengamme. Els presoners eren explotats per a construir la mai acabada Friesenwall (muralla dels Frisis) que hauria hagut d'impedir una invasió des de la costa per les forces aliades.